# Bedekovich Kázmér
Bedekovich Kázmér (Sziget, 1728. március 1. – Bécs, 1781. március 4., más források szerint május 14.) zágrábi kanonok.

## Élete
Varasdon végezvén a humán tárgyakat, Bécsbe ment és ott 1743-ban lépett a jezsuita rendbe; fogadalmát letevén, a bölcseletet Zágrábban, a történelmet Nagyszombatban, a teológiát Zágrábban és Győrött tanította. A rend föloszlatása után zágrábi kanonok és a bécsi horvát kollégium igazgatója lett.

## Munkái
- Vindiviae illibati conceptus Mariani. Tyrnaviae, 1753
- Panegyricus d. Ignatio dictus. Uo. 1754
- Exercitatio philosophica in primam Newtoni regulam. Zagrabiae, 1758
- Considerationes de incertitudine scientiarum. Uo. 1759 (2. kiadás. Győr, 1762)
- Sermones ad suos in theologia auditores. Viennae, 1769
- Senta romanorum pontificum Clementis XIV. praedecessorum cum animadversionibus circa ejusdem breve datum 11. julii 1772. Amstelodami. 1773 (névtelenűl, Meyer Antal jezsuitának is tulajdonítják)
- Joseph. Drama dicatum Josephi Gallyuff episc. Zagrab. Vindobonae, 1778
- Hilaria collegii croatici ante cineres, id est: dramma de ss. Barnardo et Justino. Uo. 1780

Kéziratban: Historia collegii croatici.